# God (álbum)
God é o terceiro álbum de estúdio da cantora Rebecca St. James, lançado a 25 de Junho de 1995. 

## Faixas
| N.º | Título                                             | Duração |  |
| 1.  | "God"                                              | 4:08    |  |
| 2.  | "You're The Voice"                                 | 5:00    |  |
| 3.  | "You Then Me"                                      | 3:51    |  |
| 4.  | "Speak To Me"                                      | 4:47    |  |
| 5.  | "Abba (Father)"                                    | 5:20    |  |
| 6.  | "Me Without You"                                   | 4:15    |  |
| 7.  | "That's What Matters"                              | 4:52    |  |
| 8.  | "Carry Me High"                                    | 4:40    |  |
| 9.  | "A Cold Heart Turns"                               | 2:54    |  |
| 10. | "Go And Sin No More" (faixa extra com "Psalm 139") | 8:41    |  |

## Tabelas
Álbum
| Tabela (1996)              | Posição |
| -------------------------- | ------- |
| Heatseekers                | 10      |
| Billboard 200              | 200     |
| Top Contemporary Christian | 6       |